# Christoph Schissler
Christoph Schissler (1531 – 1608) è stato un artigiano tedesco.
Uno dei più celebri artefici del proprio tempo, conseguì un'enorme reputazione per la bellezza e per il grado di precisione dei propri strumenti. La sua bottega ad Augusta richiamava i migliori incisori e doratori e produceva oggetti ricercatissimi. Lavorò al servizio dell'imperatore Rodolfo II d'Asburgo (1552-1612).